# Raparna didyma
Raparna didyma är en fjärilsart som beskrevs av Paul Mabille 1899. Raparna didyma ingår i släktet Raparna och familjen nattflyn. Inga underarter finns listade.